# Alboga socken
Alboga socken i Västergötland ingick i Gäsene härad, ingår sedan 1974 i Herrljunga kommun och motsvarar från 2016 Alboga distrikt.
Socknens areal är 26,12 kvadratkilometer varav 24,01 land. År 2000 fanns här 166 invånare. Kyrkbyn Alboga med sockenkyrkan Alboga kyrka ligger i socknen.

## Administrativ historik
Socknen har medeltida ursprung. 
Vid kommunreformen 1862 övergick socknens ansvar för de kyrkliga frågorna till Alboga församling och för de borgerliga frågorna bildades Alboga landskommun. Landskommunen uppgick 1952 i Gäsene landskommun som 1974 uppgick i Herrljunga kommun. Församlingen uppgick 2010 i Östra Gäsene församling.
1 januari 2016 inrättades distriktet Alboga, med samma omfattning som församlingen hade 1999/2000.  
Socknen har tillhört län, fögderier, tingslag och domsagor enligt vad som beskrivs i artikeln Gäsene härad. De indelta soldaterna tillhörde Älvsborgs regemente, Gäsenede kompani.

## Geografi
Alboga socken ligger sydost om Herrljunga med Sämsjön i väster. Socknen är en småkuperad skogsbygd med inslag av odlingsbygd och med mossmarker. Sämsjön är enda insjö, den delas med Norra Säms, Hovs och Ods socknar.

## Byar och hemman
Alboga socken består historiskt av följande byar och enstaka hemman.  När en by har flera hemman anges också hemmansnumren.
- Alboga Stommen, enstaka hemman, här ligger Alboga kyrka.
- Brushed (i äldre tid: Bruse eller Lilla Bruse), enstaka hemman.
- Delahult, enstaka hemman, i jordeboken från 1691.
- Hallåkra, enstaka hemman (1) och en åker (2).
- Halsa, enstaka hemman.
- Haragården, enstaka hemman, i jordeboken från 1647.
- Heden, enstaka hemman. Har kallats Stora Heden till skillnad från Lilla Heden i Eriksbergs socken.
- Högsättra, enstaka hemman.
- Högevalla (ursprungligen Högavallsboda), enstaka hemman.
- Ingarp, enstaka hemman.
- Kored, enstaka hemman.
- Korte (ursprungligen Kortaryd, nämns redan 1419), enstaka hemman (1) och en kvarn (2).
- Ljungryd, enstaka hemman, i jordeboken från mitten av 1800-talet.
- Mossholmen, enstaka hemman, i jordeboken från 1647.
- Mosstomten, enstaka hemman.
- Natestorp, enstaka hemman.
- Oskarsberg, enstaka hemman, i jordeboken från mitten av 1800-talet.
- Sandsnäs (eller Näset), enstaka hemman, i jordeboken från 1787 som krononybygge.
- Sebo, enstaka hemman.
- Svalered, nämns redan 1391, by med två hemman (1 Östergården och 2 Västergården).
- Ulvastorp, by med två hemman (1 Västergården och 2 Östergården).
- Älvastorp, by med två hemman (1 Västergården och 2 Östergården).
- Örum, by med fem hemman (1 Sävidsgården, 2 Lillegården, 3 Storegården, 4 Västergården och 5 Östergården).

## Fornlämningar
Lösfynd från stenåldern är funnen. Från järnåldern finns gravfält. Inga säkerställda boplatser har hittats, men har utan tvivel funnits. På stränder runt sjöarna och på åkrar har en hel del spån, avslag och andra flintor hittats som tyder på detta. 

## Befolkningsutveckling
Befolkningen ökade från 272 1810 till 516 1880 varefter den minskade stadigt till 167 1990.

## Namnet
Namnet skrevs 1454 Albogha och kommer från kyrkbyn. Namnet innehåller troligen alboghi, 'armbåge' och syftar på en terrängformation.

## Kända personer från Alboga
Erik Albogius, superintendent i Narva 1673-1678